# 曾富康
曾富康（Chang Fu Kang，2003年1月30日—），馬來西亞首位日本棋院職業圍棋棋手，三段。

## 經歷
曾富康生於馬來西亞霹靂州美羅，母親為中國人，父親曾瀚權任職貿易公司，來到中國上海工作，富康和母親也隨著到上海居住，並在當地就學幼兒園和小學。
曾富康在幼兒園就學時因為興趣班而接觸圍棋，並在6歲時正式學習圍棋。富康在中國旅居12年後，父親因工作而回到馬來西亞，富康也回來就讀霹靂金寶培元獨立中學。由於富康在馬來西亞找不到對手，加上認為學業太簡單，初一數學在中國旅居時小學三年級就學過，因此在大馬上了兩年初中後就沒再上學，專研棋藝，父母也支持富康的選擇。
這時候富康在馬來西亞圍棋協會會長張枝順的推薦下前往中國北京道場學棋，不久張枝順也推薦富康日本棋院的「外國人定段制度」，富康於2019年前往日本成為日本棋院的院生。之後於10月至11月的日本棋院東京本院的考試獲得9勝5負，通過「外國籍特別採用棋士」要求，因此在2020年入段，成為馬來西亞首位職業棋士。2022年二段。2023年代表馬來西亞隊參加2022年杭州亞運會。2025年三段。